# Брада
Брада е сборно наименование на групата от косми, които покриват лицето. Брадата е характерна за мъжете, повечето от които редовно я бръснат. Някои жени също имат брада.
Понякога брадата е признак на социален или религиозен статус. Тя често придава не само обем, но и царственост на лицето, като не рядко символизира сила, свързана с мъдростта. Присъща е на боговете-отци: Зевс, Посейдон, Плутон, Вотан и други.
В Древен Египет само фараоните имали право да носят брада, но това била фалшива брада във формата на фунийка, привързвана с връвчица, която се закрепвала зад ушите. Там тя имала чисто символично значение, като символ на сила и власт и дори цариците я носели. Някои хора твърдят, че ако искаш да имаш по-гъста брада трябва да се бръснеш по-често. Всички, които вярвали в Бог били с бради, затова през 17 век това било почитано като мъжете си оставяли лицето окосмено.